# روروني كنشين (فلم)
روروني كنشين هو فيلم أكشن مغامرات ياباني مبني على مانغا تحمل نفس الاسم للمانغاكا نوبوهيرو واتسوكي.الفيلم من بطولة تاكيرو ساتو، إمي تاكي، مونيتاكا أوكي ويو أوي. صدر الفيلم في 25 أغسطس 2012.

## روابط خارجية
مقالات تستعمل روابط فنية بلا صلة مع ويكي بيانات